# زامبی‌های مارول (کتاب کمیک)
زامبی‌های مارول (انگلیسی: Marvel Zombies) یک مجموعه فرنچایز کتاب کمیک است که توسط مارول کامیکس منتشر شده است. این مجموعه شامل نسخه‌های زامبی از ابرقهرمانان و ابرشرورهای دنیای مارول است که در مجموعه‌های محدود مختلف این سری، گاه در نقش قهرمان و گاه در نقش ضدقهرمان ظاهر می‌شوند.

## تاریخچه انتشار
مجموعهٔ زامبی‌های مارول با دو آرک داستانی از مجموعهٔ چهار شگفت‌انگیز نهایی آغاز شد: «تقاطع» در سال ۲۰۰۵ و «وحشتناک» در سال ۲۰۰۶، که هر دو توسط مارک میلار و گرگ لند نوشته و طراحی شدند. این داستان‌ها در ادامه با یک مجموعهٔ محدود تحت عنوان زامبی‌های مارول به نویسندگی رابرت کرکمن و طراحی شان فیلیپس دنبال شد. این دو نفر همچنین پیش‌درآمدی به نام زامبی‌های مارول: روزهای مرده و دنباله‌ای تحت عنوان زامبی‌های مارول ۲ را نیز خلق کردند.
در ادامه، یک کراس‌اور با ارتش تاریکی تحت عنوان زامبی‌های مارول در برابر ارتش تاریکی منتشر شد که توسط جان لِیمَن نوشته و با طراحی فابیانو نیوس، فرناندو بلانکو و شان فیلیپس ارائه شد.
در زامبی‌های مارول ۳، رابرت کرکمن و شان فیلیپس جای خود را به فرد ون لنتی و کو واکر دادند. این تیم در زامبی‌های مارول ۴ نیز که مینی‌سری چهار قسمتی بود و از آوریل ۲۰۰۹ منتشر شد، همکاری خود را ادامه دادند. ون لنتی همچنین نویسندگی قسمت اول و آخر بازگشت زامبی‌های مارول را نیز بر عهده داشت؛ مجموعه‌ای متشکل از پنج شمارهٔ مستقل که به جنبه‌های مختلف شیوع ویروس می‌پرداختند. در زامبی‌های مارول ۵، او با طراح اسپانیایی کانو همکاری کرد و داستان را از پایان جلد چهارم، زامبی‌های مارول ۴ ادامه داد.
در سال ۲۰۱۱، مجموعه‌ای جدید به نام زامبی‌های مارول: سوپریم معرفی شد که شیوع ویروس زامبی را به زمین ۷۱۲، جهان اسکادران سوپریم، منتقل می‌کرد. این مجموعه توسط فرانک مارافینو نوشته و فرناندو بلانکو طراحی آن را بر عهده داشت.
سپس مجموعهٔ زامبی‌های مارول: نابود کنید! منتشر شد که در جهانی اتفاق می‌افتد که در آن زامبی‌های نازی جنگ را برده‌اند. نویسندگی اولیه بر عهدهٔ فرانک مارافینو بود و طراحی آن را میرکو پیرفدریکی انجام داد. اما به دلیل مشکلات جسمی، مارافینو نویسندگی را از شمارهٔ سوم به پیتر دیوید واگذار کرد.